# Nihon Kogata Ku-11
Nihon Kogata Ku-11 – prototypowy japoński szybowiec wojskowy z okresu II wojny światowej.

## Historia
Szybowiec został zaprojektowany pod koniec wojny w zakładach Nihon Kogata, jego głównym projektantem był Akira Miyahara.
Rozpiętość skrzydeł prototypu wynosiła 18,28 metrów, a powierzchnia nośna 44,12 metrów kwadratowych. Masa własna szybowca wynosiła około 1270 kg, mógł on przewozić do 12 żołnierzy z uzbrojeniem o masie do 1180 kg. Załogę stanowiły dwie osoby - pilot i drugi pilot.
Otrzymał oznaczenie Ku-11, jego pełna nazwa brzmiała Nihon Kogata Eksperymentalny Szybowiec Transportowy Armii Ku-11. W zamyśle szybowiec miał być używany do szybkiego transportu żołnierzy w strategiczne miejsca zagrożone inwazją sił nieprzyjaciela. Szybowiec miał być budowany w częściach w małych warsztatach stolarskich. Szybowiec nie wszedł do produkcji seryjnej, zbudowano trzy prototypy.